# Orquesta Sinfónica de Bournemouth

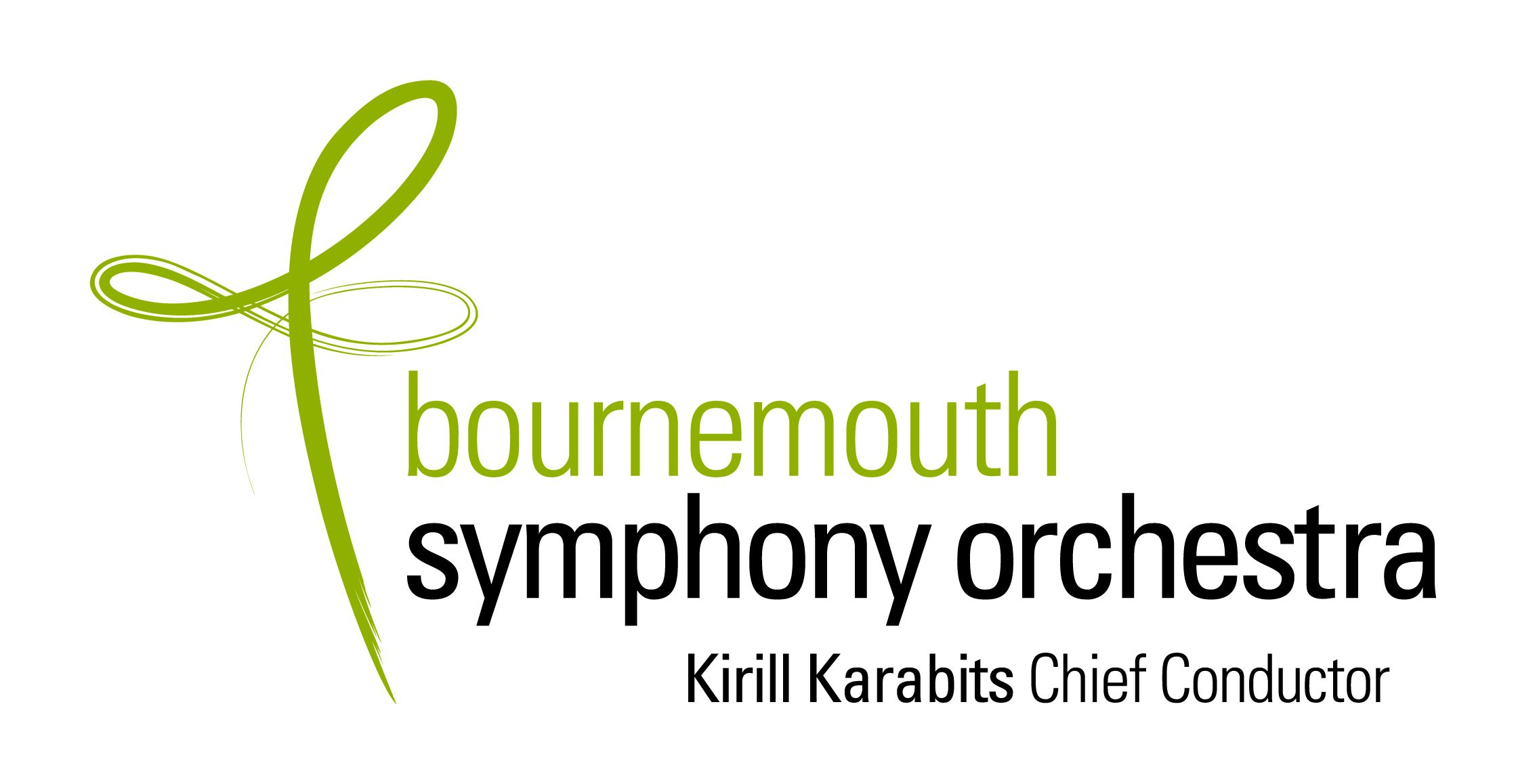

La Orquesta Sinfónica de Bournemouth (BSO) es una orquesta inglesa que tiene el objetivo de servir al suroeste y el sur de Inglaterra. Fundada en 1893, la BSO tiene reputación como una de las orquestas más importantes del Reino Unido, y ha trabajado con muchos de los más importantes compositores, directores e intérpretes del mundo. Originalmente basada en Bournemouth, la BSO trasladó sus oficinas a la vecina ciudad de Poole en 1979.

## Sedes
La Orquesta ha trabajado con un gran número de respetados directores principales, incluyendo a Sir Dan Godfrey, Rudolf Schwarz, Constantin Silvestri, Paavo Berglund, Andrew Litton, Marin Alsop y con Kirilo Ìvanovič Karabic actualmente en el puesto. La sede de la orquesta está en El Faro de Poole, con otra importante serie de conciertos en el Portsmouth Guildhall, el Gran Salón de la Universidad de Exeter y el Colston Hall en Bristol. Una serie más corta se da también en Bournemouth (Pabellón de Teatro) y Basingstoke.
En 2014 la Orquesta, en una encuesta de Bachtrack, fue votada como la Orquesta Favorita del mundo de 2014. En el transcurso de un mes, los lectores han enviado sus votos, con 11.613 participantes. Estuvieron presentes 383 diferentes orquestas de más de 40 países.

## Desde los orígenes hasta 1934: La era de Godfrey
La Orquesta Municipal de Bournemouth fue fundada en 1893 por Dan Godfrey como un grupo de 30 músicos de instrumentos de viento y un baterista, aunque varios de los músicos - como es la práctica habitual de los músicos militares - estaban calificados en instrumentos de viento y de cuerda. Este enfoque flexible significaba que los músicos podrían formar una banda militar para los conciertos al aire libre (para tocar en el muelle de Bournemouth) o como un conjunto clásico para la mayoría de los programas oficiales en recinto cerrado. El grupo dio su primer concierto el lunes de Pentecostés de 1893 en los Jardines de Invierno y su primer concierto de música clásica en el mes de octubre del mismo año.
La banda creció rápidamente para convertirse en una gran orquesta y se ganó la reputación de defender la música británica. Edward Elgar y Gustav Holst (entre otros) han dirigido a la orquesta en sus propias obras. La orquesta ejecutó en el Reino Unido estrenos de las grandes obras de Richard Strauss, de Camille Saint-Saëns y Pëtr Il'ič Čhaikovski. El 14 de diciembre de 1903 llegó a los 500 conciertos sinfónicos, dirigida por Godfrey; un libreto de recuerdo enumera todos los trabajos ejecutados por la orquesta desde su creación, destacando todos los estrenos. El Coro Municipal de Bournemouth, fundado por Godfrey en 1911, cantaba regularmente con la orquesta.
A partir de 1922 (hasta 1940) un Festival de Pascua fue un hito importante en el calendario de la Orquesta de Bournemouth; en 1927 el Festival fue dedicado a la música de las mujeres compositoras británicas. En 1934, Godfrey se retiró como director titular, después de haber llevado a cabo más de 2000 conciertos de la Sinfónica.
La primera grabación de la Orquesta de Bournemouth se hizo en 1914 y se publicaron grabaciones ocasionales durante el mandato de Godfrey. Los registros de Godfrey incluyen obras como la obertura de Zampa de Ferdinand Hérold, las oberturas de El Caballo de Bronce y La Corona de Diamantes de Daniel Auber, o la Petite Suite de Concert de Samuel Taylor Coleridge.
Godfrey sigue siendo el más longevo director titular de la orquesta y su gestión aseguró que, a diferencia de muchas de las orquestas que funcionaban desde finales del siglo XIX hasta el estallido de la Segunda Guerra Mundial, la Orquesta de Bournemouth haya establecido una tradición, y siga haciendo música. Los programas de Godfrey mezclaban elementos populares, tales como una variedad de espectáculos de luz y música, con extractos de las piezas más serias e importantes. Al lado de estos, instituyó una serie de conciertos sinfónicos que han introducido diferentes repertorios. Cultivó las conexiones con la mayoría de los más importantes compositores británicos de la época, incluyendo a Edward Elgar, Hamilton Harty, Alexander MacKenzie, Hubert Parry, Charles Villiers Stanford, Ethel Smyth, Gustav Holst y el australiano Percy Grainger.
Desde el principio, Godfrey tuvo una relación difícil con el Consejo Municipal de Bournemouth, que vio la orquesta como una empresa comercial que habría tenido que pagar para continuar su camino. Como parte de los atractivos turísticos de Bournemouth, cualquier solicitud de la orquesta o los cambios en sus contratos fueron objeto de discusión en la cámara del Consejo. Sin embargo, en general, Godfrey tuvo éxito en conseguir combinar a lo largo de los años altos valores artísticos con el éxito de taquilla.

## 1934-1947: Austin, Birch y la austeridad en tiempos de guerra
Después de la jubilación de Godfrey, la tarea de sostener la orquesta recayó en Richard Austin. Se realizaron emisiones de radio desde el Pabellón y una serie de compositores famosos la visitaron durante este período, incluyendo a Igor Stravinsky, William Walton, Ernest John Moeran, Serguéi Rajmáninov, Roger Quilter, Balfour Gardiner y Percy Grainger.
Al declararse la guerra, la orquesta fue reducida de los 61 músicos a los 35, y, a continuación, en 1940, a 24 músicos. Austin renunció en el mismo año y Montague Birch ayudó a mantener activa la orquesta durante la guerra, dando muchos conciertos populares. Mientras la Orquesta Municipal luchaba en un estado de pobreza, en los años de la guerra se dieron conciertos en la ciudad por la Filarmónica de Wessex, una orquesta independiente dirigida por Reginald Goodall, que incluía a algunos exmiembros de la BMO.

## 1947-1954: Schwarz y Groves
Después del final de la guerra, la orquesta ha encontrado un nuevo hogar en los "nuevos" Jardines de Invierno. En 1947 Rudolf Schwarz fue nombrado director musical de una orquesta reformada de 60 músicos. Dirigió la Orquesta en su primer concierto en Londres desde 1911 en el Royal Albert Hall en 1948, y en dos conciertos en el Royal Festival Hall durante el Festival de Gran Bretaña en 1951. El mandato de Schwarz se caracterizó por la consolidación artística, pero también por problemas financieros.
Charles Groves fue contratado como director musical en 1951, pero el aumento en el déficit anual y la terminación de los contratos de los músicos causó una crisis que se pudo evitar solo por el apoyo de la Sociedad de los Jardines de Invierno. En 1952, un plan para fusionar el BMO con la City of Birmingham Symphony Orchestra fue evitado por un acuerdo de la orquesta con el Consejo de las Artes en que se comprometió a acompañar a la Welsh National Opera durante varias semanas. La continuación de la orquesta fue asegurada solamente por la formación de la Sociedad Orquestal del Oeste. En 1954, la orquesta cambió su nombre a Bournemouth Symphony Orchestra. En el concierto inaugural, Groves y Sir Thomas Beecham compartieron el podio.

## 1954-1969: Los años de Silvestri
A partir de 1954 la BSO ha desarrollado su actual rol de dar conciertos en diversos auditorios en el suroeste de Inglaterra. Entre otras tareas estuvo la de acompañar al Ballet Bolshoi en su primera gira británica en 1956.
En 1957 Groves y la orquesta hicieron grabaciones comerciales para Classics Club, (con un ingeniero local de la Ronaldsons of Southbourne Ltd.), de la 4.ª Sinfonía de Beethoven, de la Obertura para un Festival Académico de Brahms y de la Suite, La Arlesiana deBizet.
En 1962, Constantin Silvestri se convirtió en director titular y elevó el nivel y el perfil de la orquesta, con una aparición en el Festival de Edimburgo en 1963, una primera gira europea en 1965 y grabaciones de importantes programas de radio. La orquesta recibió su primer reconocimiento internacional durante el mandato de Silvestri, como, por ejemplo, en una actuación conjunta con la Orquesta de la Gewandhaus de Leipzig en los Jardines de Invierno, con las secciones de cuerda de ambas orquestas, tocando la Introducción y Allegro de Edward Elgar. Su mandato fue interrumpido por su muerte de cáncer en 1969. Su legado registrado incluye Fantasía sobre un tema de Thomas Tallis de Ralph Vaughan Williams, Sheherazade de Rimski-Kórsakov y una grabación de 1966 dela Obertura 1812 de Chaikovski con el añadido de la Banda de los HM Royal Marines.
Publicaciones recientes de la BBC Legends, transferidas de conciertos en vivo en los Jardines de Invierno y en otros lugares durante el mandato de Silvestri, proporcionan una grabación viva del estilo de la orquesta en este período. Estas grabaciones incluyen la Sinfonía Manfred de Chaikovski y las Variaciones Enigma de Elgar.

## 1969-1972 Hurst
George Hurst desempeñó el puesto de director titular de 1969 a 1972, entre las etapas de Silvestri y Paavo Berglund, sin haber sido oficialmente designado para el puesto. Hurst aseguró la continuidad en el curso de este período de transición.

## 1972-1979 Berglund
El mandato de Paavo Berglund como director titular de 1972 a 1979 ha incluido grabaciones de las sinfonías completas de Jean Sibelius para EMI. La Bournemouth Symphony Orchestra y Paavo Berglund realizaron el estreno mundial de la grabación de la Sinfonía Kullervo de Jean Sibelius. Berglund, dirigió el concierto del Centenario de Sibelius con la Bournemouth Symphony Orchestra en 1965. Berglund guio a la Bournemouth Symphony Orchestra, con distinción, elevando considerablemente el nivel de ejecución, como se puede escuchar a partir de las numerosas grabaciones realizadas por el sello EMI. Durante este período, el repertorio de compositores nórdicos se convirtió en una piedra angular de la orquesta.
Recuerdos de la Bournemouth Symphony Orchestra: las actuaciones y grabaciones de Berglund interpretando Sibelius con la BSO son legendarias y se anunció su muerte en enero de 2012, cuando la orquesta tocaba la Quinta Sinfonía de Sibelius, con Kirill Karabits en el podio (había trabajado con Paavo en Budapest). Las partituras musicales utilizadas por la BSO son las que utilizaba Paavo para sí mismo, y la orquesta dedicó sus conciertos del 26 de enero en Cheltenham y del 27 de enero en el Portsmouth Guildhall a su memoria.
Edward Greenfield escribió en una reseña de un concierto de la Bournemouth Symphony Orchestra y Paavo Berglund en The Guardian, en 1972, que las cuerdas brillantes y ricas han dejado atrás muchas interpretaciones de Londres.
El periódico Helsingin Sanomat escribió en una entrevista para el 80° aniversario del nacimiento de Paavo Berglund que su ayudante en Bournemouth, Simon Rattle, lo llamaba "uno de los últimos grandes", y usa sus indicaciones en sus actuaciones de Sibelius, como muchos otros grandes directores.

### Grabaciones de la Bournemouth Symphony Orchestra y Paavo Berglund
- Bliss: Suite del Milagro en los Gorbals; Concierto para violonchelo y orquesta (con Arto Noras). La Bournemouth Symphony Orchestra. En 1977, El Southampton Guildhall. (EMI ASD-3342)
- Britten: Concierto para violín y orquesta (con Ida Haendel). La Bournemouth Symphony Orchestra. 12 de junio de 1977. (EMI ASD 3843 CDM7642022)
- Franck: Sinfonía; Variaciones Sinfónicas (con Sylvia Kersenbaum). La Bournemouth Symphony Orchestra. 1976. (EMI ASD 3308)
- Glazunov: Concierto para piano y orquesta (con John Ogdon); Yardumian: Passacaglia, Recitativo y Fuga. La Bournemouth Symphony Orchestra. 1977. (EMI ASD 3367)
- Grieg: Peer Gynt Suite; Alfven: Rapsodia Sueca; Järnefelt: Praeludium; Berceuse. La Bournemouth Symphony Orchestra. (EMI)
- Grieg: Danzas Sinfónicas; Vieja romanza noruega con variaciones. La Bournemouth Symphony Orchestra. 1982. (EMI ASD 4170)
- Nielsen: Sinfonía n.º 5. La Bournemouth Symphony Orchestra. 1975. (EMI ASD 3063)
- Prokófiev: Noche de Verano Suite. La Bournemouth Symphony Orchestra. 1975. (EMI ASD 3141)
- Rimski-Kórsakov: El Gallo De Oro Suite. La Bournemouth Symphony Orchestra. 1975. (EMI ASD 3141)
- Rimski-Kórsakov: Obertura Noche de Mayo; Glazunov: Vals de Concierto no. 1; Glinka: Vals de Fantasía; Sibelius: Intermezzo y Alla Marcia de la Karelia Suite; Shalaster: Danza "Liana". La Bournemouth Symphony Orchestra. (EMI)
- Shostakovich: Sinfonías 5, 6, 7, 10, 11. La Bournemouth Symphony Orchestra. 30-31 de julio de 1975. 1 Estudio, Abbey Road, de Londres (no. 5). Ene 1974, Casa consistorial, Southampton (no. 7). 1975 (no. 10). Diciembre de 1978 (no. 11). (EMI)
- Shostakovich: Concierto para violonchelo y orquesta no. 1; Walton: Concierto para violonchelo y orquesta (con Paul Tortelier). La Bournemouth Symphony Orchestra. 7-8 de enero de 1973, Southampton Guildhall. (EMI)
- Shostakovich: Concierto no. 1 para piano, trompeta y cuerdas (con Cristina Ortiz y Rodney Senior); Concierto para piano y orquesta no. 2 (con Cristina Ortiz); Tres Danzas Fantásticas. La Bournemouth Symphony Orchestra. De septiembre de 1975. (EMI)
- Sibelius: En la saga, Las Oceanides; La Hija de Pohjola; Luonnotar (con Taru Valjakka); Pelleas et Melisande (extractos). La Bournemouth Symphony Orchestra. (EMI ESD7159)
- Sibelius: Finlandia; El Cisne de Tuonela; Lemminkäinen retorno; Intermezzo de la Karelia Suite; Nocturno, Elegía, Musette, Vals Triste del Rey Kristian II suite. La Bournemouth Symphony Orchestra. (EMI 1 C 063-05 011 P)
- Sibelius: lntegral de las Sinfonías 1-7 y Obras Orquestales (Incluyendo el estreno mundial de la Grabación de la Sinfonía Kullervo). La Bournemouth Symphony Orchestra. 1976 (no. 1). 1978 (no. 2). El 20 de junio de 1977 (no. 3). ? (n. 4). De junio de 1973 (no. 5). 1976 (no. 6). 1973 (no. 7). Southampton Guildhall. en diciembre de 1970, Southampton Guildhall (Kullervo). (EMI)
- Sibelius: Concierto para violín; Serenatas no. 1, 2; Humoresque n. 5. (con Ida Haendel). La Bournemouth Symphony Orchestra. De julio de 1975, Southampton Guildhall. (EMI)
- Vaughan Williams: Symphony no. 6; Concierto para oboe (con John Williams). La Bournemouth Symphony Orchestra. El 1 de abril de 1975, Southampton Guildhall. (EMI ASD 3127)
- Walton: Concierto para violín y orquesta (con Ida Haendel). La Bournemouth Symphony Orchestra. 1978, Southampton Guildhall. (EMI ASD3843 MDL 764202 2)

## 1980-1982 Segal
El director de orquesta israelí Uri Segal sucedió a Berglund de 1980 a 1982. Durante su mandato, la BSO ha grabado la suite de Gloriana y El príncipe de las pagodas de Benjamin Britten.

## 1982-2008: Rusos y Americanos
Rudolf Barshai sirvió como director principal de la BSO de 1982 a 1988. Sus grabaciones con la BSO incluyen la Sinfonía no. 8 de Dmitri Shostakovich, y una publicación ganadora del Premio Gramophone en 1988, el Concierto para Piano no. 2 de Chaikovski.
El director estadounidense Andrew Litton actuó por primera vez con la BSO en 1986, y más tarde se convirtió en director principal de la BSO de 1988 a 1994, el primer director titular americano de la orquesta. Litton, posteriormente, fue nombrado Director Emérito de la BSO. Sus grabaciones con la BSO incluyen las sinfonías y conciertos de William Walton y las sinfonías completas de Chaikovski (incluyendo la Sinfonía Manfred) para Virgin Classics. En febrero de 1997, el registro de Litton de la Fiesta de Baltasar de Walton con la BSO, el Bournemouth Symphony Chorus y el solista Bryn Terfel ganó un Premio Grammy.
Entre los principales directores invitados de la BSO, estuvieron Kees Bakels (1990-2000) y Richard Hickox (1992-1995).
Yakov Kreizberg fue director titular de 1995 a 2000. Aunque no hizo registros con la orquesta, él y la BSO estuvieron de gira por los Estados Unidos, debutando en el Carnegie Hall, en abril de 1997. Kreizberg y la BSO también fueron residentes durante 3 días en el Musikverein de Viena en 1999.
Marin Alsop, directora titular de septiembre de 2002 a 2008, fue la primera mujer directora principal de la BSO, y de una orquesta del Reino Unido. En su período con la orquesta continuó con la programación del repertorio de América que comenzó con el nombramiento de Litton, que a menudo es presentado al público desde el podio, en el estilo de su mentor, Leonard Bernstein. Presentaron todas las sinfonías de Mahler, a excepción de la Sinfonía no. 8. Ella y la BSO han grabado varios CD para Naxos, tanto de repertorio europeo como americano.

## Actualmente
En noviembre de 2007, la BSO, anunció el nombramiento Kirill Karabits como su 13.º director titular, el primer director ucraniano de una orquesta del Reino Unido. Karabits estrenó el título de director titular designado de la orquesta para la temporada 2008-2009 y se convirtió en director titular a partir de la temporada 2009-2010. Con la BSO, Karabits hizo su primera aparición como director de orquesta en los Proms en agosto de 2009.
El primer registro comercial de la BSO con Karabits (de los Conciertos para orquesta n.º 4 y 5 de Rodion Shchedrin) fue lanzado por el sello Naxos en abril de 2010. La BSO y Karabits también han grabado música de Aram Khachaturian para la etiqueta Onyx. En agosto de 2011, la BSO ha extendido el contrato de Karabits como principal director hasta la temporada 2015-2016. En el mes de abril de 2015, la BSO anunció que Karabits había firmado un contrato para la renovación automática como director principal, que extiende su mandato hasta 2018 como mínimo.
El presidente de la Junta directiva de la Bournemouth Symphony Orchestra es David Mellor.

## Programa de conciertos
Bournemouth Symphony Orchestra da actualmente alrededor de 150 conciertos al año. En septiembre de 1995, la orquesta, dirigida por Richard Hickox, que fue la primera en dar el ciclo completo de conciertos de la integral de las sinfonías de Ralph Vaughan Williams.
La orquesta bajo la Paavo Berglund realizó el estreno mundial de la grabación de la Sinfonía Kullervo de Sibelius en la década de 1970. Otros registros importantes incluyen la terminación de Deryck Cooke de la Sinfonía no. 10 de Gustav Mahler, dirigida por sir Simon Rattle; En el Sur de Elgar dirigida por Constantin Silvestri, el 2.º Concierto para piano y orquesta de Chaikovski, dirigido por Rudolf Barshai, con Peter Donohoe como solista (con Nigel Kennedy y Steven Isserlis en el movimiento lento); la finalización de Anthony Payne de la 3.ª Sinfonía de Elgar, dirigida por Paul Daniel, y la audición de los Salmos de Chichester de Leonard Bernstein, llevada a cabo por Marin Alsop.
La orquesta grabó un ciclo completo de las sinfonías de Tippett para Chandos, las sinfonías de Vaughan Williams para Naxos (director Kees Bakels para siete de las sinfonías y Pablo Daniel para la Sinfonía del Mar y la 4.ª). La orquesta ha grabado también para Naxos una serie completa de las sinfonías de Sir Charles Villiers Stanford.
La orquesta actúa regularmente en los BBC Proms en el Royal Albert Hall y ha actuado en las principales salas de concierto del mundo, como el Carnegie Hall de Nueva York, el Musikverein de Viena y el Rudolfinum, en Praga.
Durante muchos años, hasta su muerte en 2003, Ron Goodwin dio una serie anual de conciertos de Navidad con la orquesta en el sur y el oeste de Inglaterra.

### Estrenos interpretados por la orquesta
Los estrenos de la orquesta son los siguientes:
- Samuel Coleridge-Taylor: Symphony in A minor (1900)
- Ralph Vaughan Williams: Serenade in A minor (1901)
- Gustav Holst: Symphony in F ("The Cotswolds") (1902)
- Charles Villiers Stanford: Clarinet Concerto in A minor Op. 80 (1903)
- Arnold Bax: Tintagel (1921)
- Rutland Boughton: The Queen of Cornwall (1924)
- Rutland Boughton: Symphony No. 2 (1927)
- William Alwyn: Piano Concerto No. 1 (1930)
- Cyril Scott: Concertino for Two Pianos and Orchestra (1931)
- George Lloyd: Symphony No. 1 (1933)
- Percy Whitlock: Symphony in G minor for organ and orchestra (1937)
- Ernest Bloch: Deux Interludes symphonique de Macbeth (1939)
- Malcolm Arnold: Overture 'The Smoke' (1948)
- Malcolm Arnold: Symphony No. 2 (1953)
- Robert Simpson: Piano Concerto (1967)
- Malcolm Williamson: Symphony No. 2 (1969)
- Gerhard Schurmann: Piano Concerto (1973)
- Robert Simpson: Symphony No. 9 (1987)
- Alexander Lokshin: Symphony No 1 ("Requiem") (1988)
- Gerhard Schurmann: The Gardens of Exile (1991)
- George Lloyd: A Symphonic Mass (1993)
- John Tavener: Theophany (1994)
- Pēteris Vasks: Second Symphony (1999)
- Ralph Vaughan Williams: The Garden of Proserpine (composed 1899; premiere recording: 2011)

## Directores titulares
- 1893-1934: Sir Dan Godfrey
- 1934-1939: Richard Austin
- 1939-1947: Montague Abedul
- 1947-1951: Rudolf Schwarz
- 1951-1961: Sir Charles Groves
- 1962-1969: Constantin Silvestri
- 1972-1979: Paavo Berglund
- 1980-1982: Uri Segal
- 1982-1988: Rudolf Barshai
- 1988-1994: Andrew Litton
- 1995-2000: Yakov Kreizberg
- 2002-2008: Marin Alsop
- 2009–presente: Kirilo Ìvanovič Karabicʹ